# さいたま市立原山中学校
さいたま市立原山中学校（さいたましりつ はらやまちゅうがっこう）は、埼玉県さいたま市緑区太田窪にある公立中学校。

## 沿革
- 1947年（昭和22年）4月1日 - 浦和市立調宮（つきのみや）中学校として創立。
- 1947年（昭和22年）5月2日 - 開校式、埼玉県立浦和第一女子高等学校寄宿舎を仮校舎として開校する。
- 1949年（昭和24年）6月21日 - 浦和市太田窪1-10-22に新校舎落成移転（旧原山新田1番地）。
- 1949年（昭和24年）7月21日 - 浦和市立原山中学校と改称。
- 1979年（昭和54年）4月16日 - 新校舎（現校舎）へ移転。木造２階建ての旧校舎は解体。
- 2001年（平成13年）5月1日 - さいたま市誕生に伴い、さいたま市立原山中学校に改称。
- 不明 - 校歌制定（作詞：下山懋、作曲：下総皖一）

## アクセス
- JR浦和駅東口から徒歩15分[1]。

## 著名出身者
- 加賀見健介（元サッカー選手）
- 清水マリ（声優）
- 西野朗（元サッカー選手、元日本代表監督）
- 藤村伊勢（元アナウンサー）
- 牧隼利（バスケットボール選手）